# 劉應元
劉應元（1533年—1588年），字子春，别號乾齋，山西平陽府洪洞縣人，軍籍，明朝政治人物。

## 生平
嘉靖三十七年（1558年）戊午科山西鄉試第十三名舉人，隆慶五年（1571年）中式辛未科會試第二百四十七名，三甲第六十二名進士。授河南臨潁縣知縣，萬曆三年（1575年）七月擢授試監察御史，四年（1576年）三月實授四川道監察御史，五年（1577年）正月升山東僉事，七年（1579年）八月升陝西右參議，九年（1581年）二月升陝西副使。官至河南左參政，十六年（1588年）卒，年五十六歲。

## 家族
曾祖劉恭，封文林郎 兵馬司副指揮；祖父劉榮，府通判 贈奉直大夫；父劉廷臣，都察院右副都御史。母段氏（贈宜人）；繼母段氏（封宜人）。永感下。兄劉應時（陝西按察司副使）、劉應科（貢士）、劉應才（監生）。